# Fragen eines lesenden Arbeiters
Fragen eines lesenden Arbeiters  ist ein Gedicht des deutschen Dichters und Dramatikers Bertolt Brecht. Es ist Bestandteil der Sammlung Svendborger Gedichte.

## Entstehung
Brecht schrieb das Gedicht 1935 im Exil in Dänemark. Es wurde erstmals 1936 in der Zeitschrift Das Wort in Moskau veröffentlicht. Der Autor fügte es in zwei weitere Zusammenstellungen ein: einmal 1944 in Gedichte im Exil in den USA, dann 1949 in die Kalendergeschichten. Die verschiedenen Versionen sind fast identisch.

## Inhalt
Das Gedicht leitet in der Sammlung Svendborger Gedichte den Teil III, Chroniken ein. Es ist in vier Abschnitte untergliedert (die hier gewählten Überschriften stammen nicht von Brecht):
- Historische Ereignisse (Vers 2–14) Vordergründig werden bekannte historische Tatsachen abgefragt („Wer baute das siebentorige Theben?“), doch bereits in Zeile drei wird deutlich, worauf es dem Autor ankommt: die etablierte Geschichtsschreibung, nämlich Geschichte nur aus der Sicht der Herrschenden zu betrachten, zu hinterfragen.
- Eroberungen (Vers 15–22) Das Schema von schnell aufeinanderfolgender These und Frage wird beibehalten, um die Aussage zu verstärken: Den einfachen Menschen sei in der bisherigen Geschichtsschreibung nicht der ihnen gebührende Platz eingeräumt worden. Bei der Tendenz zur Kürze und Spruchhaftigkeit ist bemerkenswert, dass trotz „aller Leichtigkeit des Tons eine agitatorische Leidenschaft nicht fehlt“.[1]
- Zusammenfassung (Vers 23–26) Hier wird komprimiert und die Folgen werden thematisiert: „Wer bezahlte die Spesen?“
- Quintessenz (Vers 27–28) Am Ende formuliert Brecht noch einmal direkt die These, es sei notwendig, die historischen Berichte durch Hinterfragen neu zu bewerten.[2]

Überlieferte Diskussionen Brechts mit dem Maler Hans Tombrock belegen, dass der Autor sich über das Gedicht hinaus mit der Figur des „lesenden Arbeiters“ beschäftigte. In der Nachkriegszeit stand für Brecht dann mehr der „lernende Arbeiter“ im Vordergrund: „jetzt beginnen die Proleten […] Ihr Erbe ist das Zerstörte“. Die Autoren des Brecht Lexikons meinen, die Brecht-Forschung habe es bislang versäumt, einer anderen Frage nachzugehen: ob Brecht nicht auch nahelegen wollte, dass man den Arbeitern neben den Großtaten auch die Gräueltaten in der Geschichte zurechnen müsse.
Anregungen für sein Gedicht fand Brecht unter anderem bei B. Traven. In dessen Roman Das Totenschiff heißt es:

„Was würde Cäsar mit seinen Armeen machen, wenn er keine Unteroffiziere hätte?“

## Rezeption

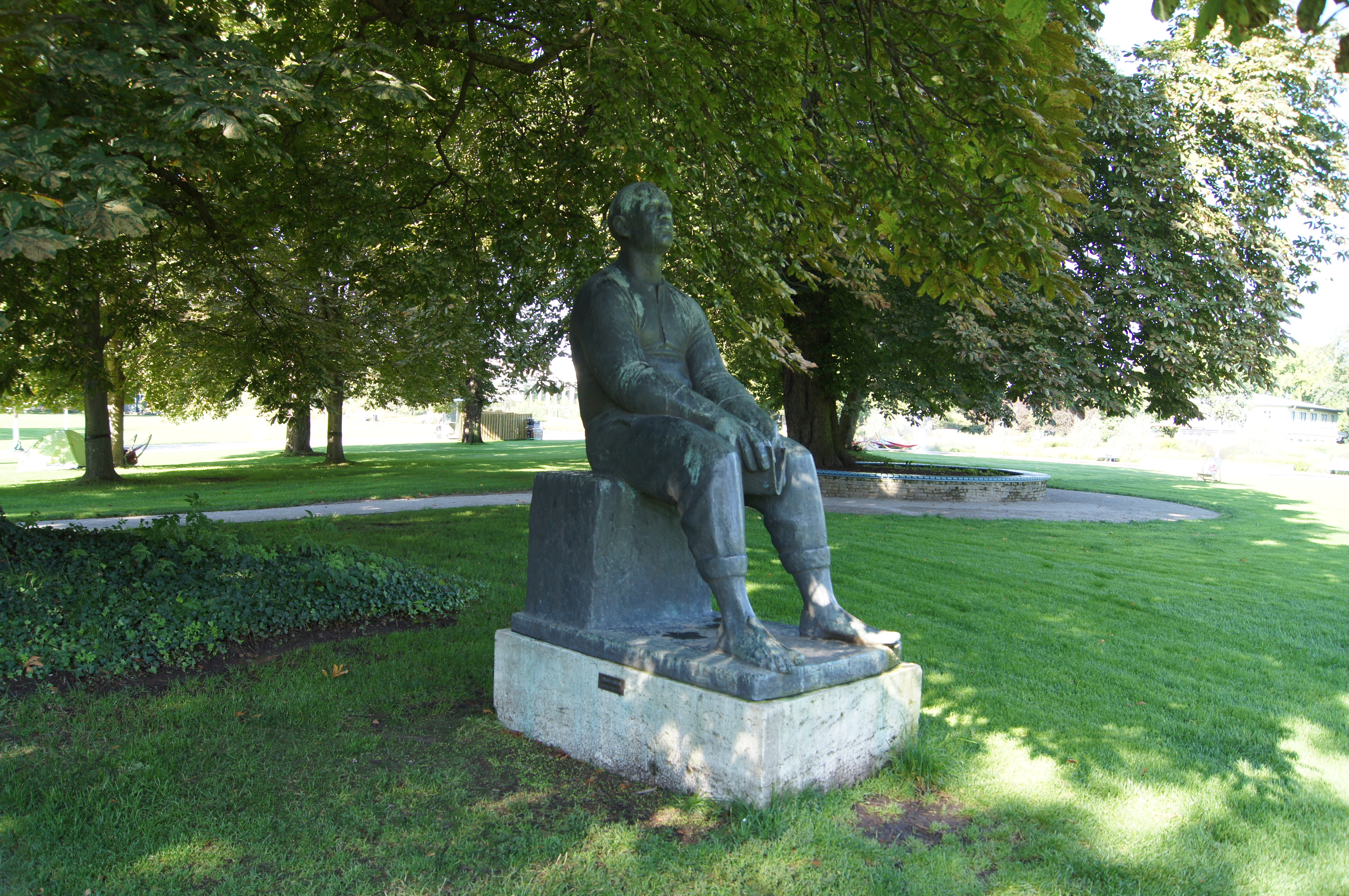
Skulptur Lesender Arbeiter im egapark in Erfurt

Zu den seit der iga61 auf dem Gelände des heutigen Egaparks ausgestellten zahlreichen Skulpturen im Stil des Sozialistischen Realismus gehört auch die von Ludwig Engelhardt geschaffene Bronzeskulptur Lesender Arbeiter von 1961, die den Moment des Nachdenkens über das gerade Gelesene einfängt.
Die Partei DIE LINKE stellte das Gedicht ihrem auf dem Erfurter Parteitag am 23. Oktober 2011 beschlossenen Grundsatzprogramm voran. Diese Verwendung geht auf einen Vorschlag Oskar Lafontaines zurück. Der rheinland-pfälzische Landesverband der Linksjugend solid nahm das Gedicht bereits im August 2011 in sein eigenes Grundsatzprogramm auf.

## Sonstiges

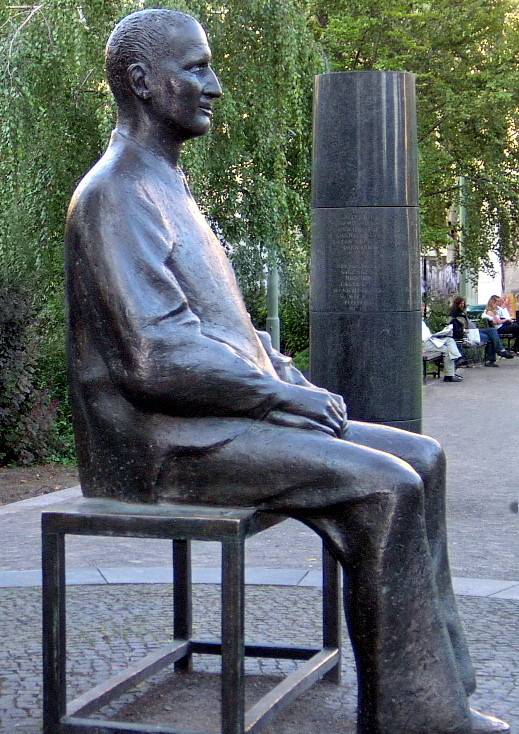
Brecht-Denkmal auf dem Bertolt-Brecht-Platz in Berlin

Anlässlich von Brechts 90. Geburtstag am 10. Februar 1988 wurde auf dem Bertolt-Brecht-Platz in Berlin – vor dem Berliner Ensemble – ein Brecht-Denkmal eingeweiht. Es steht auf einer kreisrunden Fläche, die mit Randsteinen eingefasst ist. Auf diesen Steinen ist der komplette Text von Fragen eines lesenden Arbeiters eingemeißelt.